# Interlands Bulgaars voetbalelftal 1950-1959
Deze pagina toont een chronologisch en gedetailleerd overzicht van de interlands die het Bulgaars voetbalelftal heeft gespeeld in de periode 1950 – 1959.

## Interlands

### 1950
|                                                  |                                  |       |                  |                                                                                      |
| 4 juni Vriendschappelijk № 85 «onderlinge duels» | Albanië                          | 2 – 1 | Bulgarije        | Qemal Stafastadion, Tirana Toeschouwers: 30.000 Scheidsrechter: Jaroslav Vlček (TCH) |
| 4 juni Vriendschappelijk № 85 «onderlinge duels» | Loro Boriçi 21' Vasif Biçaku 56' |       | 75' Vasil Spasov | Qemal Stafastadion, Tirana Toeschouwers: 30.000 Scheidsrechter: Jaroslav Vlček (TCH) |

|                                                       |                     |       |                                           |                                                                                             |
| 27 augustus Vriendschappelijk № 86 «onderlinge duels» | Bulgarije           | 1 – 2 | Tsjecho-Slowakije                         | Balgarska Armijastadion, Sofia Toeschouwers: 25.000 Scheidsrechter: Ştefan Alexandriu (ROU) |
| 27 augustus Vriendschappelijk № 86 «onderlinge duels» | Ivan Trendafilov 6' |       | 65' Vlastimil Preis 80' Ladislav Hlaváček | Balgarska Armijastadion, Sofia Toeschouwers: 25.000 Scheidsrechter: Ştefan Alexandriu (ROU) |

|                                                                        |           |                    |       |                                                                                       |
| 30 oktober Vriendschappelijk № 87 «onderlinge duels» 15:15 uur (UTC+2) | Bulgarije | 0 – 1              | Polen | Balgarska Armijastadion, Sofia Toeschouwers: 20.000 Scheidsrechter: Ştefan Geac (ROU) |
| 30 oktober Vriendschappelijk № 87 «onderlinge duels» 15:15 uur (UTC+2) |           | 29' Gerard Cieślik |       | Balgarska Armijastadion, Sofia Toeschouwers: 20.000 Scheidsrechter: Ştefan Geac (ROU) |

|                                                                         |                   |       |                   |                                                                                   |
| 12 november Vriendschappelijk № 88 «onderlinge duels» 14:00 uur (UTC+2) | Bulgarije         | 1 – 1 | Hongarije         | C.D.N.V. Stadion, Sofia Toeschouwers: 30.000 Scheidsrechter: Jaroslav Vlček (TCH) |
| 12 november Vriendschappelijk № 88 «onderlinge duels» 14:00 uur (UTC+2) | Gyula Szilágyi 4' |       | 2' Arsen Dimitrov | C.D.N.V. Stadion, Sofia Toeschouwers: 30.000 Scheidsrechter: Jaroslav Vlček (TCH) |

### 1951
Geen interlands gespeeld.

### 1952
|                                                                    |       |                     |           |                                                                                           |
| 18 mei Vriendschappelijk № 89 «onderlinge duels» 14:00 uur (UTC+1) | Polen | 0 – 1               | Bulgarije | Wojska Polskiegostadion, Warschau Toeschouwers: 45.000 Scheidsrechter: Andor Dorogi (HUN) |
| 18 mei Vriendschappelijk № 89 «onderlinge duels» 14:00 uur (UTC+1) |       | 45' Dimitar Milanov |           | Wojska Polskiegostadion, Warschau Toeschouwers: 45.000 Scheidsrechter: Andor Dorogi (HUN) |

|                                                  |           |       |                |                                                                                     |
| 25 mei Vriendschappelijk № 90 «onderlinge duels» | Hongarije | 1 – 1 | Bulgarije      | Megyeri úti stadion, Újpest Toeschouwers: 22.000 Scheidsrechter: György Dankó (HUN) |
| 25 mei Vriendschappelijk № 90 «onderlinge duels» | ?         |       | 24' Ivan Kolev | Megyeri úti stadion, Újpest Toeschouwers: 22.000 Scheidsrechter: György Dankó (HUN) |

| Olympische Zomerspelen 1952 |
| --------------------------- |

|                                                                               |                |              |                                           |                                                                                     |
| 15 juli Olympische Spelen Voorronde № 91 «onderlinge duels» 19:00 uur (UTC+2) | Bulgarije      | 1 – 2 (n.v.) | Sovjet-Unie                               | Kotkan urheilukeskus, Kotka Toeschouwers: 10.637 Scheidsrechter: István Zsolt (HUN) |
| 15 juli Olympische Spelen Voorronde № 91 «onderlinge duels» 19:00 uur (UTC+2) | Ivan Kolev 95' |              | 99' Vsevolod Bobrov 103' Vasiliy Trofimov | Kotkan urheilukeskus, Kotka Toeschouwers: 10.637 Scheidsrechter: István Zsolt (HUN) |

|  |  |  |  |  |  |  |  |  |

### 1953
|                                                                     |                                |       |           |                                                                                       |
| 14 juni Vriendschappelijk № 92 «onderlinge duels» 16:30 uur (UTC+1) | Duitse Democratische Republiek | 0 – 0 | Bulgarije | Heinz-Steyer-Stadion, Dresden Toeschouwers: 55.000 Scheidsrechter: György Dankó (HUN) |
| 14 juni Vriendschappelijk № 92 «onderlinge duels» 16:30 uur (UTC+1) |                                |       |           | Heinz-Steyer-Stadion, Dresden Toeschouwers: 55.000 Scheidsrechter: György Dankó (HUN) |

|                                                                        |                                                      |       |                      |                                                                                           |
| 28 juni WK 1954 kwalificatie № 93 «onderlinge duels» 17:30 uur (UTC+2) | Roemenië                                             | 3 – 1 | Bulgarije            | Stadionul Republicii, Boekarest Toeschouwers: 45.000 Scheidsrechter: Gerhard Schulz (DDR) |
| 28 juni WK 1954 kwalificatie № 93 «onderlinge duels» 17:30 uur (UTC+2) | Iosif Petschovschi 20' (pen.), 30' Alexandru Ene 82' |       | 53' Dobromir Tashkov | Stadionul Republicii, Boekarest Toeschouwers: 45.000 Scheidsrechter: Gerhard Schulz (DDR) |

|                                                                            |                           |       |                       | |
| 6 september WK 1954 kwalificatie № 94 «onderlinge duels» 17:00 uur (UTC+2) | Bulgarije                 | 1 – 2 | Tsjecho-Slowakije     | Vasil Levski Nationaal Stadion, Sofia Toeschouwers: 40.000 Scheidsrechter: Grzegorz Aleksandrowicz (POL) |
| 6 september WK 1954 kwalificatie № 94 «onderlinge duels» 17:00 uur (UTC+2) | Stefan Bozjkov 55' (pen.) |       | 5', 40' František Vlk | Vasil Levski Nationaal Stadion, Sofia Toeschouwers: 40.000 Scheidsrechter: Grzegorz Aleksandrowicz (POL) |

|                                                                          |                          |       |                                      |                                                                                               |
| 13 september Vriendschappelijk № 95 «onderlinge duels» 17:00 uur (UTC+2) | Bulgarije                | 2 – 2 | Polen                                | Vasil Levski Nationaal Stadion, Sofia Toeschouwers: 40.000 Scheidsrechter: István Zsolt (HUN) |
| 13 september Vriendschappelijk № 95 «onderlinge duels» 17:00 uur (UTC+2) | Georgi Dimitrov 44', 67' |       | 58' Paweł Sobek 75' Ewald Wiśniowski | Vasil Levski Nationaal Stadion, Sofia Toeschouwers: 40.000 Scheidsrechter: István Zsolt (HUN) |

|                                                                       |                |       |                    | |
| 4 oktober Vriendschappelijk № 96 «onderlinge duels» 16:15 uur (UTC+2) | Bulgarije      | 1 – 1 | Hongarije          | Vasil Levski Nationaal Stadion, Sofia Toeschouwers: 50.000 Scheidsrechter: Metoděj Charouzek (TCH) |
| 4 oktober Vriendschappelijk № 96 «onderlinge duels» 16:15 uur (UTC+2) | Ivan Kolev 74' |       | 39' Gyula Szilágyi | Vasil Levski Nationaal Stadion, Sofia Toeschouwers: 50.000 Scheidsrechter: Metoděj Charouzek (TCH) |

|                                                                           |                |       |                                         |                                                                                               |
| 11 oktober WK 1954 kwalificatie № 97 «onderlinge duels» 16:00 uur (UTC+2) | Bulgarije      | 1 – 2 | Roemenië                                | Vasil Levski Nationaal Stadion, Sofia Toeschouwers: 40.000 Scheidsrechter: Andor Dorogi (HUN) |
| 11 oktober WK 1954 kwalificatie № 97 «onderlinge duels» 16:00 uur (UTC+2) | Ivan Kolev 29' |       | 27' Gavril Serfözö 52' Valeriu Călinoiu | Vasil Levski Nationaal Stadion, Sofia Toeschouwers: 40.000 Scheidsrechter: Andor Dorogi (HUN) |

|                                                         |                   |       |           |                                                                                            |
| 8 november WK 1954 kwalificatie № 98 «onderlinge duels» | Tsjecho-Slowakije | 0 – 0 | Bulgarije | Tehelné pole, Bratislava Toeschouwers: 30.000 Scheidsrechter: Nestor Chkhatarashvili (URS) |
| 8 november WK 1954 kwalificatie № 98 «onderlinge duels» |                   |       |           | Tehelné pole, Bratislava Toeschouwers: 30.000 Scheidsrechter: Nestor Chkhatarashvili (URS) |

### 1954
|                                                                        |                             |       |                                   |                                                                                           |
| 8 augustus Vriendschappelijk № 99 «onderlinge duels» 16:30 uur (UTC+1) | Polen                       | 2 – 2 | Bulgarije                         | Wojska Polskiegostadion, Warschau Toeschouwers: 30.000 Scheidsrechter: György Dankó (HUN) |
| 8 augustus Vriendschappelijk № 99 «onderlinge duels» 16:30 uur (UTC+1) | Kazimierz Trampisz 57', 71' |       | 3' Ivan Kolev 32' Dimitar Milanov | Wojska Polskiegostadion, Warschau Toeschouwers: 30.000 Scheidsrechter: György Dankó (HUN) |

|                                                       |                                                         |       |                                                           |                                                                                                   |
| 24 oktober Vriendschappelijk № 100 «onderlinge duels» | Bulgarije Ivan Kolev 11' Kroem Janev 55' Ivan Kolev 67' | 3 – 1 | Duitse Democratische Republiek 83' (pen.) Siegfried Meier | Vasil Levski Nationaal Stadion, Sofia Toeschouwers: 40.000 Scheidsrechter: Giorgio Bernardi (ITA) |
| 24 oktober Vriendschappelijk № 100 «onderlinge duels» |                                                         |       |                                                           | Vasil Levski Nationaal Stadion, Sofia Toeschouwers: 40.000 Scheidsrechter: Giorgio Bernardi (ITA) |

### 1955
|                                                      |        |       |           |                                                                                         |
| 7 januari Vriendschappelijk № 101 «onderlinge duels» | Egypte | 1 – 0 | Bulgarije | Zamalekstadion, Caïro Toeschouwers: 25.000 Scheidsrechter: Vasilis Diamantopoulos (GRE) |
| 7 januari Vriendschappelijk № 101 «onderlinge duels» | Dizwi  |       |           | Zamalekstadion, Caïro Toeschouwers: 25.000 Scheidsrechter: Vasilis Diamantopoulos (GRE) |

|                                                       |                     |       |                               |                                                                                 |
| 23 januari Vriendschappelijk № 102 «onderlinge duels» | Libanon             | 2 – 3 | Bulgarije                     | Beiroetstadion, Beiroet Toeschouwers: 20.000 Scheidsrechter: Hussein Imam (EGY) |
| 23 januari Vriendschappelijk № 102 «onderlinge duels» | Abu Murad Sarkisian |       | 11', 20', 40' Dimitar Milanov | Beiroetstadion, Beiroet Toeschouwers: 20.000 Scheidsrechter: Hussein Imam (EGY) |

|                                                   |                                        |       |        | |
| 22 mei Vriendschappelijk № 103 «onderlinge duels» | Bulgarije                              | 2 – 1 | Egypte | Vasil Levski Nationaal Stadion, Sofia Toeschouwers: 40.000 Scheidsrechter: Vasilis Diamantopoulos (GRE) |
| 22 mei Vriendschappelijk № 103 «onderlinge duels» | Dimitar Milanov 28' Georgi Gugalov 28' |       | Tutu   | Vasil Levski Nationaal Stadion, Sofia Toeschouwers: 40.000 Scheidsrechter: Vasilis Diamantopoulos (GRE) |

|                                                                      |                           |       |                     |                                                                                                  |
| 26 juni Vriendschappelijk № 104 «onderlinge duels» 18:00 uur (UTC+2) | Bulgarije                 | 1 – 1 | Polen               | Vasil Levski Nationaal Stadion, Sofia Toeschouwers: 40.000 Scheidsrechter: Antonín Vrbovec (TCH) |
| 26 juni Vriendschappelijk № 104 «onderlinge duels» 18:00 uur (UTC+2) | Stefan Bozjkov 71' (pen.) |       | 28' Lucjan Brychczy | Vasil Levski Nationaal Stadion, Sofia Toeschouwers: 40.000 Scheidsrechter: Antonín Vrbovec (TCH) |

|                                                                        |                       |       |                       |                                                                                         |
| 9 oktober Vriendschappelijk № 105 «onderlinge duels» 15:30 uur (UTC+2) | Roemenië              | 1 – 1 | Bulgarije             | Stadionul 23 August, Boekarest Toeschouwers: 70.000 Scheidsrechter: Erich Steiner (AUT) |
| 9 oktober Vriendschappelijk № 105 «onderlinge duels» 15:30 uur (UTC+2) | Nicolae Georgescu 32' |       | 82' Panajot Panajotov | Stadionul 23 August, Boekarest Toeschouwers: 70.000 Scheidsrechter: Erich Steiner (AUT) |

|                                                              |                                     |       |                  |                                                                                                   |
| 23 oktober Olympisch kwalificatietoernooi voetbal 1956 № 106 | Bulgarije                           | 2 – 0 | Groot-Brittannië | Vasil Levski Nationaal Stadion, Sofia Toeschouwers: 45.000 Scheidsrechter: Giorgio Bernardi (ITA) |
| 23 oktober Olympisch kwalificatietoernooi voetbal 1956 № 106 | Stefan Stefanov 30' Kroem Janev 61' |       |                  | Vasil Levski Nationaal Stadion, Sofia Toeschouwers: 45.000 Scheidsrechter: Giorgio Bernardi (ITA) |

|                                                        |                                                 |       |                   |                                                                                                   |
| 13 november Vriendschappelijk № 107 «onderlinge duels» | Bulgarije                                       | 3 – 0 | Tsjecho-Slowakije | Vasil Levski Nationaal Stadion, Sofia Toeschouwers: 45.000 Scheidsrechter: Nikolay Latyshev (URS) |
| 13 november Vriendschappelijk № 107 «onderlinge duels» | Ivan Kolev 8' Stefan Bozjkov 58' Todor Diev 87' |       |                   | Vasil Levski Nationaal Stadion, Sofia Toeschouwers: 45.000 Scheidsrechter: Nikolay Latyshev (URS) |

|                                                                          |                  |       |           |                                                                                           |
| 20 november Vriendschappelijk № 108 «onderlinge duels» 14:00 uur (UTC+1) | DDR              | 1 – 0 | Bulgarije | Walter-Ulbricht-Stadion, Oost-Berlijn Toeschouwers: 65.000 Scheidsrechter: Leo Horn (NED) |
| 20 november Vriendschappelijk № 108 «onderlinge duels» 14:00 uur (UTC+1) | Willy Tröger 23' |       |           | Walter-Ulbricht-Stadion, Oost-Berlijn Toeschouwers: 65.000 Scheidsrechter: Leo Horn (NED) |

### 1956
|                                                                            |                  |       |                                              |                                                                                     |
| 12 mei Olympisch kwalificatietoernooi voetbal 1956 № 109 19:30 uur (UTC+1) | Groot-Brittannië | 3 – 3 | Bulgarije                                    | Wembley Stadium, Londen Toeschouwers: 30.000 Scheidsrechter: Giorgio Bernardi (ITA) |
| 12 mei Olympisch kwalificatietoernooi voetbal 1956 № 109 19:30 uur (UTC+1) | ?                |       | 28', 32' Dimitar Milanov 66' Georgi Dimitrov | Wembley Stadium, Londen Toeschouwers: 30.000 Scheidsrechter: Giorgio Bernardi (ITA) |

|                                                                          |                 |       |                                    |                                                                                     |
| 26 augustus Vriendschappelijk № 110 «onderlinge duels» 17:00 uur (UTC+1) | Polen           | 1 – 2 | Bulgarije                          | Olympiastadion, Wrocław Toeschouwers: 60.000 Scheidsrechter: Sándor Harangozó (HUN) |
| 26 augustus Vriendschappelijk № 110 «onderlinge duels» 17:00 uur (UTC+1) | Ernest Pohl 74' |       | 69' Dimitar Milanov 83' Ivan Kolev | Olympiastadion, Wrocław Toeschouwers: 60.000 Scheidsrechter: Sándor Harangozó (HUN) |

|                                                                           |                                     |       |          | |
| 10 september Vriendschappelijk № 111 «onderlinge duels» 17:00 uur (UTC+2) | Bulgarije                           | 2 – 0 | Roemenië | Vasil Levski Nationaal Stadion, Sofia Toeschouwers: 40.000 Scheidsrechter: Vasilis Diamantopoulos (GRE) |
| 10 september Vriendschappelijk № 111 «onderlinge duels» 17:00 uur (UTC+2) | Dimitar Milanov 53' Kroem Janev 85' |       |          | Vasil Levski Nationaal Stadion, Sofia Toeschouwers: 40.000 Scheidsrechter: Vasilis Diamantopoulos (GRE) |

|                                                                         |                                                               |       |                                                  |                                                                                              |
| 14 oktober Vriendschappelijk № 112 «onderlinge duels» 15:30 uur (UTC+2) | Bulgarije Panajot Panajotov 25' Ivan Kolev 62' Ivan Kolev 89' | 3 – 1 | Duitse Democratische Republiek 46' Günther Wirth | Vasil Levski Nationaal Stadion, Sofia Toeschouwers: 40.000 Scheidsrechter: Józef Kowal (POL) |
| 14 oktober Vriendschappelijk № 112 «onderlinge duels» 15:30 uur (UTC+2) |                                                               |       |                                                  | Vasil Levski Nationaal Stadion, Sofia Toeschouwers: 40.000 Scheidsrechter: Józef Kowal (POL) |

| Olympische Zomerspelen 1956 |
| --------------------------- |

|                                                                    |                  |       |                                                                             |                                                                              |
| 30 november Olympische Spelen Kwartfinale № 113 12:00 uur (UTC+10) | Groot-Brittannië | 1 – 6 | Bulgarije                                                                   | Olympic Park, Melbourne Toeschouwers: 6.748 Scheidsrechter: Ron Wright (AUS) |
| 30 november Olympische Spelen Kwartfinale № 113 12:00 uur (UTC+10) | Jim Lewis 30'    |       | 6' Georgi Dimitrov 40', 85' Ivan Petkov Kolev 45', 75', 80' Dimitar Milanov | Olympic Park, Melbourne Toeschouwers: 6.748 Scheidsrechter: Ron Wright (AUS) |

|                                                                                       |                |              |                                             |                                                                                         |
| 5 december Olympische Spelen Halve finale № 114 «onderlinge duels» 12:00 uur (UTC+10) | Bulgarije      | 1 – 2 (n.v.) | Sovjet-Unie                                 | Melbourne Cricket Ground, Melbourne Toeschouwers: 21.079 Scheidsrechter: Bob Mann (ENG) |
| 5 december Olympische Spelen Halve finale № 114 «onderlinge duels» 12:00 uur (UTC+10) | Ivan Kolev 95' |              | 112' Edoeard Streltsov 116' Boris Tatoesjin | Melbourne Cricket Ground, Melbourne Toeschouwers: 21.079 Scheidsrechter: Bob Mann (ENG) |

|                                                                      |       |                                         |           |                                                                                                 |
| 7 december Olympische Spelen Bronzen finale № 115 14:15 uur (UTC+10) | India | 0 – 3                                   | Bulgarije | Melbourne Cricket Ground, Melbourne Toeschouwers: 21.236 Scheidsrechter: Nikolay Latyshev (URS) |
| 7 december Olympische Spelen Bronzen finale № 115 14:15 uur (UTC+10) |       | 37', 60' Todor Diev 42' Dimitar Milanov |           | Melbourne Cricket Ground, Melbourne Toeschouwers: 21.236 Scheidsrechter: Nikolay Latyshev (URS) |

|  |  |  |  |  |  |  |  |  |

### 1957
|                                                                        |                   |       |                          |                                                                                 |
| 22 mei WK 1958 kwalificatie № 116 «onderlinge duels» 19:00 uur (UTC+1) | Noorwegen         | 1 – 2 | Bulgarije                | Ullevaalstadion, Oslo Toeschouwers: 27.542 Scheidsrechter: Gösta Lindberg (SWE) |
| 22 mei WK 1958 kwalificatie № 116 «onderlinge duels» 19:00 uur (UTC+1) | Harald Hennum 47' |       | 38', 75' Georgi Dimitrov | Ullevaalstadion, Oslo Toeschouwers: 27.542 Scheidsrechter: Gösta Lindberg (SWE) |

|                                                                     |                     |       |                      |                                                                                                |
| 26 mei Vriendschappelijk № 117 «onderlinge duels» 13:30 uur (UTC+1) | Denemarken          | 1 – 1 | Bulgarije            | Københavns Idrætspark, Kopenhagen Toeschouwers: 35.000 Scheidsrechter: Lucien Van Nuffel (BEL) |
| 26 mei Vriendschappelijk № 117 «onderlinge duels» 13:30 uur (UTC+1) | Aage Rou Jensen 29' |       | 13' Nikola Kovatsjev | Københavns Idrætspark, Kopenhagen Toeschouwers: 35.000 Scheidsrechter: Lucien Van Nuffel (BEL) |

|                                                                         |                                                     |       |                     |                                                                                 |
| 23 juni WK 1958 kwalificatie № 118 «onderlinge duels» 18:00 uur (UTC+2) | Hongarije                                           | 4 – 1 | Bulgarije           | Népstadion, Boedapest Toeschouwers: 60.000 Scheidsrechter: Maurice Guigue (FRA) |
| 23 juni WK 1958 kwalificatie № 118 «onderlinge duels» 18:00 uur (UTC+2) | Ferenc Machos 5', 14', 30' József Bozsik 52' (pen.) |       | 69' Georgi Dimitrov | Népstadion, Boedapest Toeschouwers: 60.000 Scheidsrechter: Maurice Guigue (FRA) |

|                                                    |           |                                                                 |             |                                                                                        |
| 21 juli Vriendschappelijk № 119 «onderlinge duels» | Bulgarije | 0 – 4                                                           | Sovjet-Unie | Vasil Levskistadion, Sofia Toeschouwers: 45.000 Scheidsrechter: Dumitru Schulder (ROU) |
| 21 juli Vriendschappelijk № 119 «onderlinge duels» |           | 40', 56' Edoeard Streltsov 43' Anatoli Iljin 61' Anatoliy Isaev |             | Vasil Levskistadion, Sofia Toeschouwers: 45.000 Scheidsrechter: Dumitru Schulder (ROU) |

|                                                                              |                |       |                          |                                                                                                   |
| 15 september WK 1958 kwalificatie № 120 «onderlinge duels» 15:30 uur (UTC+2) | Bulgarije      | 1 – 2 | Hongarije                | Vasil Levski Nationaal Stadion, Sofia Toeschouwers: 50.000 Scheidsrechter: Giorgio Bernardi (ITA) |
| 15 september WK 1958 kwalificatie № 120 «onderlinge duels» 15:30 uur (UTC+2) | Todor Diev 42' |       | 1', 33' Nándor Hidegkuti | Vasil Levski Nationaal Stadion, Sofia Toeschouwers: 50.000 Scheidsrechter: Giorgio Bernardi (ITA) |

|                                                                           |                     |       |                     |                                                                                                 |
| 29 september Vriendschappelijk № 121 «onderlinge duels» 17:00 uur (UTC+2) | Bulgarije           | 1 – 1 | Polen               | Vasil Levski Nationaal Stadion, Sofia Toeschouwers: 40.000 Scheidsrechter: Édouard Harzic (FRA) |
| 29 september Vriendschappelijk № 121 «onderlinge duels» 17:00 uur (UTC+2) | Dimitar Milanov 72' |       | 40' Lucjan Brychczy | Vasil Levski Nationaal Stadion, Sofia Toeschouwers: 40.000 Scheidsrechter: Édouard Harzic (FRA) |

|                                                          | |       |           |                                                                                               |
| 3 november WK 1958 kwalificatie № 122 «onderlinge duels» | Bulgarije                                                                                           | 7 – 0 | Noorwegen | Vasil Levski Nationaal Stadion, Sofia Toeschouwers: 22.120 Scheidsrechter: Martin Macko (TCH) |
| 3 november WK 1958 kwalificatie № 122 «onderlinge duels» | Hristo Iliev 6' Panajot Panajotov 29', 32' Kroem Janev 59' Hristo Iliev 60', 74' Spiro Debarski 77' |       |           | Vasil Levski Nationaal Stadion, Sofia Toeschouwers: 22.120 Scheidsrechter: Martin Macko (TCH) |

|                                                                          |                                      |       |                                    |                                                                                       |
| 25 december Vriendschappelijk № 123 «onderlinge duels» 14:30 uur (UTC+1) | Frankrijk                            | 2 – 2 | Bulgarije                          | Parc des Princes, Parijs Toeschouwers: 38.086 Scheidsrechter: Günther Ternieden (FRG) |
| 25 december Vriendschappelijk № 123 «onderlinge duels» 14:30 uur (UTC+1) | Maryan Wisniewski 11' Yvon Douis 56' |       | 55' Todor Diev 75' Metodi Nestorov | Parc des Princes, Parijs Toeschouwers: 38.086 Scheidsrechter: Günther Ternieden (FRG) |

### 1958
|                                                                     |                                   |       |           |                                                                                            |
| 14 mei Vriendschappelijk № 124 «onderlinge duels» 21:30 uur (UTC−3) | Brazilië                          | 4 – 0 | Bulgarije | Maracanã, Rio de Janeiro (stad) Toeschouwers: 140.000 Scheidsrechter: Esteban Marino (URU) |
| 14 mei Vriendschappelijk № 124 «onderlinge duels» 21:30 uur (UTC−3) | Dida 20' Moacir 44', 54' Joël 81' |       |           | Maracanã, Rio de Janeiro (stad) Toeschouwers: 140.000 Scheidsrechter: Esteban Marino (URU) |

|                                                                     |                       |       |               |                                                                                          |
| 14 mei Vriendschappelijk № 125 «onderlinge duels» 15:15 uur (UTC−3) | Brazilië              | 3 – 1 | Bulgarije     | Estádio do Pacaembu, São Paulo Toeschouwers: 70.000 Scheidsrechter: Esteban Marino (URU) |
| 14 mei Vriendschappelijk № 125 «onderlinge duels» 15:15 uur (UTC−3) | Pepe 0' Pelé 48', 60' |       | 8' Todor Diev | Estádio do Pacaembu, São Paulo Toeschouwers: 70.000 Scheidsrechter: Esteban Marino (URU) |

|                                                      |                                                 |       |                               |                                                                                                 |
| 5 oktober Vriendschappelijk № 126 «onderlinge duels» | Duitse Democratische Republiek Willy Tröger 30' | 1 – 1 | Bulgarije 80' Dimitar Milanov | Walter-Ulbricht-Stadion, Oost-Berlijn Toeschouwers: 50.000 Scheidsrechter: Helge Andersen (DEN) |
| 5 oktober Vriendschappelijk № 126 «onderlinge duels» |                                                 |       |                               | Walter-Ulbricht-Stadion, Oost-Berlijn Toeschouwers: 50.000 Scheidsrechter: Helge Andersen (DEN) |

|                                                                         |                   |                     |           |                                                                                   |
| 12 oktober Vriendschappelijk № 127 «onderlinge duels» 15:00 uur (UTC+1) | Tsjecho-Slowakije | 0 – 1               | Bulgarije | Stadion V.Ž.K.G., Ostrava Toeschouwers: 25.000 Scheidsrechter: Alfred Grill (AUT) |
| 12 oktober Vriendschappelijk № 127 «onderlinge duels» 15:00 uur (UTC+1) |                   | 23' Dimitar Milanov |           | Stadion V.Ž.K.G., Ostrava Toeschouwers: 25.000 Scheidsrechter: Alfred Grill (AUT) |

|                                                                         |         |       |           |                                                                                       |
| 7 december Vriendschappelijk № 128 «onderlinge duels» 14:00 uur (UTC+2) | Turkije | 0 – 0 | Bulgarije | Ankara 19 Mayısstadion, Ankara Toeschouwers: 31.917 Scheidsrechter: Josef Stoll (AUT) |
| 7 december Vriendschappelijk № 128 «onderlinge duels» 14:00 uur (UTC+2) |         |       |           | Ankara 19 Mayısstadion, Ankara Toeschouwers: 31.917 Scheidsrechter: Josef Stoll (AUT) |

|                                                                          |                                       |       |           |                                                                                       |
| 21 december Vriendschappelijk № 129 «onderlinge duels» 14:00 uur (UTC+1) | West-Duitsland                        | 3 – 0 | Bulgarije | Rosenaustadion, Augsburg Toeschouwers: 55.896 Scheidsrechter: Friedrich Seipelt (AUT) |
| 21 december Vriendschappelijk № 129 «onderlinge duels» 14:00 uur (UTC+1) | Uwe Seeler 44', 74' Erwin Waldner 51' |       |           | Rosenaustadion, Augsburg Toeschouwers: 55.896 Scheidsrechter: Friedrich Seipelt (AUT) |

### 1959
|                                                   |                                                   |       |                      |                                                                                               |
| 13 mei Vriendschappelijk № 130 «onderlinge duels» | Bulgarije                                         | 3 – 2 | Nederland            | Vasil Levski Nationaal Stadion, Sofia Toeschouwers: 30.000 Scheidsrechter: Alfred Grill (AUT) |
| 13 mei Vriendschappelijk № 130 «onderlinge duels» | Ivan Kolev 39' (pen.) Aleksandar Vasilev 41', 67' |       | 12', 66' Leo Canjels | Vasil Levski Nationaal Stadion, Sofia Toeschouwers: 30.000 Scheidsrechter: Alfred Grill (AUT) |

|                                                                        |                                |       |           |                                                                             |
| 31 mei EK 1960 kwalificatie № 131 «onderlinge duels» 17:00 uur (UTC+1) | Joegoslavië                    | 2 – 0 | Bulgarije | JNA Stadion, Belgrado Toeschouwers: 23.418 Scheidsrechter: Mihai Popa (ROU) |
| 31 mei EK 1960 kwalificatie № 131 «onderlinge duels» 17:00 uur (UTC+1) | Milan Galić 1' Lazar Tasić 87' |       |           | JNA Stadion, Belgrado Toeschouwers: 23.418 Scheidsrechter: Mihai Popa (ROU) |

|                                                                              |             |       |                     |                                                                                         |
| 27 juni Olympisch kwalificatietoernooi voetbal 1960 № 132 «onderlinge duels» | Sovjet-Unie | 1 – 1 | Bulgarije           | Centraal Leninstadion, Moskou Toeschouwers: 102.000 Scheidsrechter: Bengt Lundell (SWE) |
| 27 juni Olympisch kwalificatietoernooi voetbal 1960 № 132 «onderlinge duels» | ?           |       | 26' Dimitar Milanov | Centraal Leninstadion, Moskou Toeschouwers: 102.000 Scheidsrechter: Bengt Lundell (SWE) |

|                                                                                   |                |       |             |                                                                                              |
| 13 september Olympisch kwalificatietoernooi voetbal 1960 № 133 «onderlinge duels» | Bulgarije      | 1 – 0 | Sovjet-Unie | Vasil Levski Nationaal Stadion, Sofia Toeschouwers: 45.000 Scheidsrechter: Josef Stoll (AUT) |
| 13 september Olympisch kwalificatietoernooi voetbal 1960 № 133 «onderlinge duels» | Ivan Kolev 11' |       |             | Vasil Levski Nationaal Stadion, Sofia Toeschouwers: 45.000 Scheidsrechter: Josef Stoll (AUT) |

|                                                       |                |       |           |                                                                                              |
| 11 oktober Vriendschappelijk № 134 «onderlinge duels» | Bulgarije      | 1 – 0 | Frankrijk | Vasil Levski Nationaal Stadion, Sofia Toeschouwers: 45.000 Scheidsrechter: Josef Stoll (AUT) |
| 11 oktober Vriendschappelijk № 134 «onderlinge duels» | Ivan Kolev 88' |       |           | Vasil Levski Nationaal Stadion, Sofia Toeschouwers: 45.000 Scheidsrechter: Josef Stoll (AUT) |

|                                                                            |                |       |                   |                                                                                        |
| 25 oktober EK 1960 kwalificatie № 135 «onderlinge duels» 13:30 uur (UTC+2) | Bulgarije      | 1 – 1 | Joegoslavië       | Vasil Levskistadion, Sofia Toeschouwers: 27.560 Scheidsrechter: Kurt Tschenscher (FRG) |
| 25 oktober EK 1960 kwalificatie № 135 «onderlinge duels» 13:30 uur (UTC+2) | Todor Diev 55' |       | 57' Muhamed Mujić | Vasil Levskistadion, Sofia Toeschouwers: 27.560 Scheidsrechter: Kurt Tschenscher (FRG) |

|                                                                                 |          |       |           |                                                                                      |
| 8 november Olympisch kwalificatietoernooi voetbal 1960 № 136 «onderlinge duels» | Roemenië | 1 – 0 | Bulgarije | Stadionul 23 August, Boekarest Toeschouwers: 80.000 Scheidsrechter: János Pósa (HUN) |
| 8 november Olympisch kwalificatietoernooi voetbal 1960 № 136 «onderlinge duels» | ?        |       |           | Stadionul 23 August, Boekarest Toeschouwers: 80.000 Scheidsrechter: János Pósa (HUN) |

|                                                                         |                                       |       |                     |                                                                                               |
| 6 december Vriendschappelijk № 137 «onderlinge duels» 15:00 uur (UTC+2) | Bulgarije                             | 2 – 1 | Denemarken          | Vasil Levski Nationaal Stadion, Sofia Toeschouwers: 30.000 Scheidsrechter: Edgars Klavs (URS) |
| 6 december Vriendschappelijk № 137 «onderlinge duels» 15:00 uur (UTC+2) | Stefan Abadjiev 24' Ivan Dimitrov 73' |       | 14' Henning Enoksen | Vasil Levski Nationaal Stadion, Sofia Toeschouwers: 30.000 Scheidsrechter: Edgars Klavs (URS) |

UEFA: Albanië · België · Bulgarije · Denemarken · West-Duitsland · Duitse Democratische Republiek · Engeland · Finland · Frankrijk · Griekenland · Hongarije · Ierland · IJsland · Italië · Joegoslavië · Kroatië · Luxemburg · Malta · Nederland · Noord-Ierland · Noorwegen · Oostenrijk · Polen · Portugal · Roemenië · Saarland · Schotland · Sovjet-Unie · Spanje · Tsjecho-Slowakije · Turkije · Wales · Zweden · Zwitserland

AFC: Israël
BFS · A-internationals · Selecties · Bondscoaches · Bulgaars vrouwenelftal · Olympisch elftal · Bulgarije U21 · Bulgarije U20 · Bulgarije U19 · Bulgarije U18 · Bulgarije U17 · Bulgarije U16
1924 – 1929 · 
1930 – 1939 · 
1940 – 1949 · 
1950 – 1959 · 
1960 – 1969 · 
1970 – 1979 · 
1980 – 1989 · 
1990 – 1999 · 
2000 – 2009 · 
2010 – 2019 ·
2020 − 2029
EK 1996 · 
EK 2004
WK 1962 · 
WK 1966 · 
WK 1970 · 
WK 1974 · 
WK 1986 · 
WK 1994 · 
WK 1998
OS 1924 · 
OS 1952 · 
OS 1956 · 
OS 1960 · 
OS 1968
1924 · 
1925 · 
1926 · 
1927 · 
1928 ·
1929 · 
1930 · 
1931 · 
1932 · 
1933 · 
1934 · 
1935 · 
1936 · 
1937 · 
1938 · 
1939 · 
1940 · 
1941 ·
1942 · 
1943 · 
1944 · 1945 · 
1946 ·
1947 · 
1948 · 
1949 · 
1950 · 
1952 · 
1952 · 
1953 · 
1954 · 
1955 · 
1956 · 
1957 · 
1958 · 
1959 · 
1960 · 
1961 · 
1962 · 
1963 · 
1964 · 
1965 · 
1966 · 
1967 · 
1968 · 
1969 · 
1970 · 
1971 · 
1972 · 
1973 · 
1974 · 
1975 · 
1976 · 
1977 · 
1978 · 
1979 · 
1980 · 
1981 · 
1982 · 
1983 · 
1984 · 
1985 · 
1986 · 
1987 · 
1988 · 
1989 · 
1990 · 
1991 · 
1992 · 
1993 · 
1994 · 
1995 · 
1996 · 
1997 · 
1998 · 
1999 · 
2000 · 
2001 · 
2002 · 
2003 · 
2004 · 
2005 · 
2006 · 
2007 · 
2008 · 
2009 · 
2010 · 
2011 · 
2012 · 
2013 · 
2014 · 
2015 ·
2016 ·
2017 ·
2018 ·
2019 ·
2020 ·
2021 ·
2022 ·
2023 ·
2024
Albanië ·
Algerije ·
Andorra ·
Argentinië ·
Armenië ·
Australië ·
Azerbeidzjan ·
België ·
Bolivia ·
Bosnië en Herzegovina ·
Brazilië ·
Canada · 
Chili ·
Cuba ·
Cyprus ·
DDR ·
Denemarken ·
Duitsland ·
Ecuador ·
Egypte ·
Engeland ·
Estland ·
Finland ·
Frankrijk ·
Georgië ·
Gibraltar ·
Griekenland ·
Hongarije ·
Ierland ·
IJsland ·
Indonesië ·
Iran ·
Israël ·
Italië ·
Jamaica ·
Japan ·
Joegoslavië ·
Jordanië ·
Kameroen ·
Kazachstan ·
Koeweit ·
Kosovo ·
Kroatië ·
Letland ·
Libanon ·
Litouwen ·
Luxemburg ·
Malta ·
Marokko ·
Mexico ·
Moldavië ·
Montenegro ·
Nederland ·
Nieuw-Caledonië ·
Nigeria ·
Noord-Ierland ·
Noord-Korea ·
Noord-Macedonië ·
Noorwegen ·
Oekraïne ·
Oman ·
Oostenrijk ·
Paraguay ·
Peru ·
Polen ·
Portugal ·
Qatar ·
Roemenië ·
Rusland ·
San Marino ·
Saoedi-Arabië ·
Schotland ·
Servië ·
Servië en Montenegro ·
Slovenië ·
Slowakije ·
Sovjet-Unie ·
Spanje ·
Tanzania ·
Thailand ·
Tsjechië ·
Tsjecho-Slowakije ·
Tunesië ·
Turkije ·
Uruguay ·
Verenigde Arabische Emiraten ·
Wales ·
Wit-Rusland ·
Zuid-Afrika ·
Zuid-Korea ·
Zweden ·
Zwitserland